# Base de Schiff
Una base de Schiff és un compost amb l'estructura general R₂C=NR' on R'≠H. Poden considerar-se una subclasse d'imines, sent o bé cetimines secundàries o aldimines secundàries en funció de la seva estructura. El terme és sovint sinònim d'azometina que fa referència específicament a aldimines secundàries (és a dir, R-CH=NR' on R'≠H).
El terme base de Schiff s'aplica normalment a aquests compostos quan s'utilitzen com a lligands per formar complexos de coordinació amb ions metàl·lics. Tals complexos es produeixen de manera natural, per exemple la corrina, però la majoria de bases de Schiff són artificials i s'utilitzen per formar molts catalitzadors importants, com ara el catalitzador de Jacobsen.
Les bases de Schiff deuen el seu nom al químic alemany Hugo Schiff.

## Síntesi
Les bases de Schiff es poden sintetitzar a partir d'una amina alifàtica o aromàtica i un compost carbonílic per addició nucleòfila, formant un hemiaminal, seguit d'una deshidratació per generar una imina.

## Bioquímica
Les bases de Schiff són productes intermedis enzimàtics comuns on una amina, tal com el grup terminal d'un residu de lisina reacciona de forma reversible amb un aldehid o cetona d'un cofactor o substrat. El cofactor enzimàtic PLP forma una base de Schiff amb un residu de lisina i és transaldiminat al substrat(s). De la mateixa manera, el cofactor retinal forma una base de Schiff a les rodopsines, incloent la rodopsina humana (a través de la Lisina 296), que és clau en el mecanisme de fotorrecepció.
Un exemple en què el substrat forma una base de Schiff a l'enzim està en la reacció catalitzada de la fructosa 1,6-bifosfat aldolasa durant la glucòlisi i en el metabolisme d'aminoàcids.

## Química de coordinació
Les bases de Schiff són lligands comuns en la química de coordinació. El nitrogen de la imina té caràcter bàsic i exhibeix propietats pi-acceptores. Els lligands es deriven típicament d'alquildiamines i aldehids aromàtics.

## Perfumeria
Alguns compostos emprats en perfumeria són bases de Schiff, bé afegits com a ingredients o bé com a resultat de la reacció entre aquests. Per exemple, l'antranilat de metil pot reaccionar amb aldehids com l'hidroxicitronel·lal o el lilial per formar compostos amb una intensa olor floral.